# 후쿠나리촌 (돗토리현)
후쿠나리촌(福成村)은 돗토리현 히노군에 있던 촌이다. 현재의 히노정의 일부에 해당한다.

## 역사
- 1889년 10월 1일 - 정촌제 시행에 의해 히노군 후쿠나리촌이 성립하였다.
- 1912년 12월 28일 - 이와미촌과 합병해 새로운 이와미촌이 신설해 폐지되었다.

## 참고문헌
- 角川日本地名大辞典 31 鳥取県
- 『市町村名変遷辞典』東京堂出版、1990年。